# Božo Žarković
Božo Žarković, črnogorski general, * 25. april 1920, Nedajno, Zetska oblast, Kraljevina SHS (danes Črna gora), † 10. maj 2002.

## Življenjepis
Leta 1941 je vstopil v NOVJ in KPJ. Med vojno je bil politični komisar in na štabnih položajih več enot.
Po vojno je bil načelnik oddelka v JVL in ZO, načelnik VVVA JLA, načelnik Visoke poveljniško-štabne šole VL in ZO JLA,....